# Dicksonia assamica
Dicksonia assamica là một loài dương xỉ trong họ Dicksoniaceae. Loài này được Griff. mô tả khoa học đầu tiên năm 1849.
Danh pháp khoa học của loài này chưa được làm sáng tỏ. 